# Agalenocosa fimbriata
Agalenocosa fimbriata là một loài nhện trong họ Lycosidae.
Loài này thuộc chi Agalenocosa. Agalenocosa fimbriata được Cândido Firmino de Mello-Leitão miêu tả năm 1944.